# Quiroga (Lugo)
Quiroga es una localidad y municipio español situado en el sureste de la provincia de Lugo, en la comunidad autónoma de Galicia. Es la capital de la comarca de Quiroga, pertenece al partido judicial de Monforte de Lemos y forma parte de la zona conocida como Ribeira Sacra.

## Geografía

### Localización y orografía
Integrado en la comarca de Quiroga, de la que ejerce de capital, se sitúa a 84 kilómetros de la capital provincial. Tiene una superficie de 319 km². El término municipal está atravesado por la carretera nacional N-120 entre los pK 473-477, 480-495 y 499-504, además de por la carretera LU-651 que permite la comunicación con Folgoso de Caurel.
La estructura física municipal viene definida por los contrafuertes montañosos de la sierra del Caurel y la red fluvial constituida por el río Sil, como colector principal, y los ríos Quiroga, Soldón, Selmo y Bibey, que configuran una importante red tributaria secundaria. Los movimientos terciarios del terciario determinaron un conjunto de fallas y fracturas, junto con bloques, diferenciados especialmente en forma de profundas gargantas de las que emergen los pequeños valles de los ríos. La altitud del territorio oscila entre los 1639 metros (pico Formigueiros), en plena sierra del Caurel, y los 230 metros a orillas del río Sil. El pueblo se alza a 267 metros sobre el nivel del mar, en el valle del Sil.
Municipios limítrofes:
| Noroeste: Puebla del Brollón | Norte: Folgoso de Caurel                            | Noreste: Folgoso de Caurel y Oencia (León) |
| Oeste: Puebla del Brollón    |                                                     | Este: Villamartín de Valdeorras (Orense)   |
| Suroeste: Ribas de Sil       | Sur: Puebla de Trives (Orense) y Manzaneda (Orense) | Sureste: Laroco (Orense) y Rúa (Orense)    |

## Geografía humana

### Organización territorial
El municipio está formado por ciento treinta y cuatro entidades de población distribuidas en veintidós parroquias:
- Aguasmestas[4]
- Bendilló (Santa María)
- Bendollo (Santa Eulalia)[6]
- Bustelo de Fisteus (Santa Bárbara)
- Cereixido (Santa María)
- Encineira[4]
- Fisteus (San Mamede)
- Hermida[4] (Santa María)[3][6]
- Hospital[4] (San Salvador)[3][6]
- Montefurado (San Miguel)
- Nocedo (San Lourenzo)
- Outeiro (Santa María)
- Pacios de la Sierra[4]
- Paradaseca (San Marcos)
- Quintá de Lor (Santa María)
- Quiroga (San Martiño)
- Seara (Santa María Madalena)[7]
- Sequeiros (Santa Mariña)
- Vilar de Lor (San Xosé)
- Villanuiz[4]
- Villarmiel[4]
- Villaster[4]

### Demografía
Cuenta con una población de 3057 habitantes (INE 2024).
| Gráfica de evolución demográfica de Quiroga entre 1842 y 2021                                                         |
| |
| Población de derecho según los censos de población del INE. Población de hecho según los censos de población del INE. |

## Política
El actual alcalde de Quiroga es José Luis Rivera del Partido Independientes x Quiroga, elegido como alcalde en las elecciones municipales de 2023.

### Alcaldes
| Periodo   | Nombre                       | Partido                    |
| --------- | ---------------------------- | -------------------------- |
| 1979-1983 | Francisco Teijeiro Fernández | CD                         |
| 1983-1987 | Antonio Mejía Fernández      | PSdeG-PSOE                 |
| 1987-1991 | Julio Álvarez Núñez          | AP                         |
| 1991-1995 | Julio Álvarez Núñez          | PPdeG                      |
| 1995-1999 | Julio Álvarez Núñez          | PPdeG                      |
| 1999-2003 | Julio Álvarez Núñez          | PPdeG                      |
| 2003-2007 | Julio Álvarez Núñez          | PPdeG                      |
| 2007-2011 | Julio Álvarez Núñez          | PPdeG                      |
| 2011-2015 | Julio Álvarez Núñez          | PPdeG                      |
| 2015-2019 | Julio Álvarez Núñez          | PPdeG                      |
| 2019-2023 | Julio Álvarez Núñez          | PPdeG                      |
| 2023-act. | José Luis Rivera             | Independientes por Quiroga |

### Elecciones municipales
| Resultados de las elecciones municipales en Quiroga |      |      |      |      |      |      |      |      |      |      |      |
| Partido                                             | 1979 | 1983 | 1987 | 1991 | 1995 | 1999 | 2003 | 2007 | 2011 | 2015 | 2019 |
| CD / CP / AP / PPdeG                                | 7    | 6    | 8    | 10   | 10   | 9    | 9    | 8    | 8    | 8    | 8    |
| PSdeG-PSOE                                          |      | 5    | 5    | 3    | 2    | 1    | 2    | 2    | 1    | 2    | 2    |
| BNG                                                 |      |      |      |      | 1    | 1    |      | 1    | 2    | 1    | 1    |
| CG                                                  |      | 2    |      |      |      |      |      |      |      |      |      |
| UCD                                                 | 6    |      |      |      |      |      |      |      |      |      |      |
| Total                                               | 13   | 13   | 13   | 13   | 13   | 11   | 11   | 11   | 11   | 11   | 11   |

## Economía
Las principales actividades económicas son la agricultura, destacando el cultivo de la vid Denominación de Origen Ribeira Sacra, la ganadería y la minería (cuenta con una cantera de pizarra). También se cultiva el olivo, algo bastante inusual por estas latitudes, haciéndose aceite de forma artesanal. Son cultivos importantes las huertas y las zonas de pastizal. Además hay dos importantes centrales hidroeléctricas. El sector servicios ocupa al mayor porcentaje de población activa del municipio.

## Transporte y comunicaciones

### Carreteras
La principal vía de acceso al municipio es la N-120, que une el municipio con Monforte de Lemos y Orense hacia el oeste y con El Barco de Valdeorras y Ponferrada hacia el este. Está previsto que en un futuro se construya la autovía A-76 siguiendo el mismo recorrido. Hacia el norte, la LU-651 une Quiroga con Folgoso de Caurel.

### Ferrocarril
También se puede llegar en ferrocarril a la estación de San Clodio-Quiroga, situada en la localidad de San Clodio, a escasos 2 km de Quiroga. Se encuentra en la León-La Coruña y tiene conexiones directas de larga y media distancia.
También hay un apeadero en Montefurado que tiene servicios de media distancia. Hay otros dos apeaderos en el municipio (O Freixeiro y Soldón-Sequeiros), que llevan décadas sin servicios de pasajeros.

## Deportes
La ubicación del valle de Quiroga lo hace apto para la práctica de deportes tales como el parapente, el senderismo o el rafting. En el municipio hay varias entidades deportivas: el equipo de fútbol Quiroga FC, el equipo de fútbol sala Covirán Concello de Quiroga, el equipo de voleibol Quiroga Volei,  el Club de Montaña Formigueiros, el Motoclub A Curuxa y el Enduro Quiroga.